# Волконские
Волко́нские — русский княжеский род, который предположительно происходит от черниговской ветви Рюриковичей. Его ветвями являются роды Репниных-Волконских и Светлейших князей Волконских.
При подаче документов для внесения рода в Бархатную книгу были предоставлены две родословные росписи князей Волконских: (01 сентября 1686) окольничим князем Федулом Федоровичем Волконским и (18 января 1687) окольничим князем Фёдором Львовичем Волконским, а (15 февраля 1687) подана челобитная о выписке из летописца, хранящегося в Троице-Сергиевом монастыре, о погибших (1380) князьях Фёдоре Тарусском и его брате Мстиславе, которая была предоставлена (13 марта 1687). Для доказательства происхождения от Конинских князей были предоставлены две царские грамоты датируемых (1519—1537 и 1541). В мае 1688 года боярин князь Иван Борисович Репнин, князь Константин Осипович Щербатов и князь Михаил Иванович Лыков подали протест против внесения родословия князей Волконских в родословную книгу в главу Черниговских князей, на что были предоставлены выписки из завершённых родословных местнических дел князей Волконских.

## Происхождение и история рода
Родословцы называют родоначальником Волконских Ивана Толстую Голову, одного из сыновей Юрия Тарусского. Его потомки приобрели вотчины на берегах реки Волкони в Алексинском уезде. Удел по его центру — не сохранившемуся до наших дней городу Волконску (Волконе) — стал называться Волконским княжеством, а княжеский род Волконским. Московская усадьба Волконских дала название улице Волхонка.

## Старшая ветвь
От сыновей Фёдора тарусского (сына или внука Ивана Толстой Головы) пошли три ветви князей Волконских. Старшая ветвь, происходящая от князя Константина Фёдоровича, в начале XVI века разделилась на три отрасли, родоначальниками которых стали князья Дмитрий, Петр-Верига и Ипат-Потул Васильевичи.
- Пётр Васильевич второй воевода передового полка в походах Витебск (1515 и 1519), служил третьим воеводой в Туле (июнь 1521) — в этом году большая татарская орда крымского хана Мехмеда Герая была встречены на южнорусской границе в районе Тулы небольшим московским войском, среди воевод которого был князь Пётр Верига Волконский. В скоротечном бою русское войско было разбито; среди убитых был и князь Пётр Васильевич.
- Ипат Васильевич вместе с братом Дмитрием «по татарским вестям» был в Туле пятым воеводой (1519), второй воевода «на Туле за городом» (1537), крымские татары перебили небольшой конный отряд под командованием Ипата «Потула» Волконского, сам воевода погиб († 1541), а противник бросился «изгоном» на Одоев.

Из потомков Дмитрия — Федул Федорович и Владимир Иванович были в конце XVII века окольничими. Иван Фёдорович Чермный Волконский († 1641) — сын боярский и голова, затем воевода, старший из 4 сыновей князя Фёдора Ивановича Волконского, правнука Василия Константиновича Волконского, родоначальника старшей ветви князей Волконских. Потомок Владимира Ивановича в пятом поколении — фельдмаршал Петр Михайлович Волконский, родоначальник ветви светлейших князей Волконских.
Из потомков Петра-Вериги Иван Феодорович, по прозванию Лось, был начальником артиллерии при осаде Тулы (1607); другие представители ветви были воеводами, стольниками и окольничими. Ветвь пресеклась в 1675 году со смертью бездетного князя Василия Богдановича Волконского-Веригины.
Из потомков Ипата-Потула, Дмитрий, Семен, Тимофей Ивановичи и сыновья первого из них: Юрий и Яков, убиты в бою под Конотопом (1659), но ветвь на этом не пресеклась, и в конце XIX века ещё имелся один её представитель.

## Вторая ветвь
Вторая ветвь рода Волконских в середине XVI века разделилась на две отрасли, родоначальниками которых были князья Тимофей и Роман Александровичи.
Из потомков Тимофея, внук Фёдор-Мерин Иванович Волконский имел 3-х сыновей, Фёдора, Петра и Ивана, которые ненадолго продолжили род. Фёдор Фёдорович († 1665) первым в роде был пожалован в бояре (1651).
Из сыновей Романа Александровича, Андрей Романович Волконский (Бык) был при Иване Грозном воеводой в Торопце. Непосредственно исполнял приказ царя Фёдора Иоанновича об основании и строительстве Белгорода. Эта ветвь пресеклась в конце XVII века.
У другого сына Романа Александровича, Рыльского воеводы Константина Романовича, были сыновья: Фёдор воевода в Путивле (убит 1607 сторонниками Лжедмитрия II): «убит от вора Петрушки»; оставил 3-х сыновей — Михаила и бездетных Ивана стольник, воевода в Бежецком Верхе (1630), Торжке (1632—1633), Кашире (1635). Юрия, Григорий (руководитель многих Приказов; оставил единственного бездетного сына), Михаил Константинович воевода в Тобольске и Боровске, павший (1610) при защите Пафнутьево-Боровского монастыря от поляков.
Правнук Михаила Константиновича, стольник Никита Фёдорович Волконский († 1740) был придворным шутом при Анне Иоанновне, а его сын Михаил Никитич (1713—1786) стал генерал-аншефом. Потомство Михаила Константиновича внесено в V часть родословной книги Владимирской, Московской, Тверской и Тульской губерний.
Правнук Фёдора Константиновича Кривого, Михаил Андреевич († 1709), был крупным вотчинником, окольничим при Петре Великом, воеводой в Полтаве, участник Петровских походов. Его внук, Сергей Фёдорович, — прадед Льва Толстого (через сына Николая Сергеевича и внучку Марию Николаевну). Другой внук, Семен Фёдорович Волконский (1703—1768) участвовал в Семилетней войне, Петром III был произведён в генерал-аншефы.
Сын Семёна Фёдоровича — Григорий Семёнович Волконский (1742—1824) был оренбургским генерал-губернатором и членом Государственного Совета. Его дети:
1. Репнин-Волконский, Николай Григорьевич — генерал;
2. Егермейстер Никита Григорьевич († 1844), сын которого, Александр († 1878 бездетным) был посланником в Мадриде;
3. Дочь Софья (1785—1868), замужем за дальним родственником — фельдмаршалом Петром Михайловичем;
4. Сергей Григорьевич Волконский — декабрист.

Сын последнего от брака с воспетой Некрасовым Марией Николаевной Раевской — Михаил (1832—1909) служил по ведомству народного просвещения. В 1876 году в чине тайного советника был назначен попечителем Петербургского учебного округа, с 1882 года — товарищ министра народного просвещения. Обер-гофмейстер, он также являлся членом Государственного Совета и в числе прочих изображён на огромной картине И. Е. Репина «Торжественное заседание Государственного Совета» (экспонируется в Русском музее).
Жена Михаила Сергеевича — Елизавета Григорьевна (1838—1897), внучка Петра Михайловича Волконского, автор богословских работ по католической апологетике, первая женщина-богослов в истории России, также написала большой научный труд по истории своего рода — «Род князей Волконских», изданный в Петербурге (1900).
Внук декабриста князь Сергей Михайлович (1860—1937) — театральный деятель (в 1899—1901 директор Императорских Театров), художественный критик, прозаик, педагог, прославился как знаток искусства. В эмиграции был директором русской консерватории в Париже, умер в США. Оставил «Мои воспоминания» в двух томах, изданные в 1992 году и в России.
Его брат — камергер Владимир Михайлович (1868—1953) придерживался прямо противоположных убеждений, нежели дед-декабрист. Член Союза Русского Народа (черносотенец), избирался депутатом Государственной думы 3-го и 4-го созывов, где был товарищем (заместителем) председателя. В думе примыкал к правому крылу. В 1915—1916 годы — товарищ министра внутренних дел. В январе 1917 года его избрали петроградским предводителем дворянства. В эмиграции князь Волконский — один из руководителей монархического союза в Берлине.
Праправнук декабриста князь Андрей Михайлович (1933—2008) — русский композитор, клавесинист, дирижёр. Сын, князь Пеэтер Волконский (род. 1954), известный эстонский рок-музыкант, актёр и постановщик.
Генерал-лейтенант Дмитрий Петрович Волконский († 1835) был посланником в Константинополе.
Эта ветвь рода внесена в V часть родословной книги Владимирской, Вологодской, Московской, Тамбовской и Тверской губерний.

## Младшая ветвь
Из младшей ветви (потомство Федора Федоровича) Петр Афанасьевич был полковым воеводой на Оке (1565), устроил Перемышльскую засеку (1572); Иван Михайлович (убит 1633) под Смоленском. Князь Пётр Андреевич «Глазун» служил воеводой в Стародубе Северском, Костроме, Можайске и Пелыме. Его старший сын Яков Петрович — воевода в Чугуеве, Торопце, Вильно, Витебске, Севске и Якутске.
Представители третьей ветви князей Волконских приняли деятельное участие в политической жизни России в начале XX века. Князь Николай Сергеевич (1848—1910), действительный статский советник, землевладелец, состоял в партии октябристов (член ЦК этой партии), был депутатом Государственной думы 1-го и 3-го созывов. В Думе он изредка выступал против левых, за что получил прозвище «сердитого князя». Членами III Государственной думы являлись и его братья: родной — Сергей Сергеевич и двоюродный — Владимир Викторович.
Эта ветвь внесена в V часть родословной книги Воронежской, Калужской, Московской, Тамбовской и Тульской губерний.

## Известные представители
- Князь Волконский Михаил Константинович (павший 1610) — князь, воевода и окольничий.
- Князь Волконский Григорий Константинович — воевода в Белгороде (1600), Кашире (1614).
- Князь Волконский Фёдор Иванович — воевода в Костроме (1611), Ельце (1614), Кашире (1619).
- Князь Волконский Пётр Андреевич — воевода в Стародубе (1614—1615), Костроме (1618—1619), Можайске (1626—1627), Пелыме (1638—1639).
- Князь Волконский Пётр Васильевич — воевода в Царёвококшайске (1614—1615), Яранске (1616), Березове (1618).
- Князь Волконский Иван Андреевич — воевода в Сапожке (1615).
- Князь Волконский Григорий Андреевич — воевода в Венёве (1615), Кашире (1632—1634), Севске (1641).
- Князь Волконский Никита Андреевич — воевода в Рыльске (1616—1617), Угличе (1619), Пелыме (1620).
- Князь Волконский Андрей Дмитриевич — воевода в Сапожке (1617—1619).
- Князь Волконский Иван Фёдорович Лось — воевода в Тобольске (1620—1623).
- Князь Волконский Пётр Борисович — воевода в Крапивне (1622), Кашире (1624—1625).
- Князь Волконский Иван Фёдорович Черемной — воевода в Переславле-Рязанском (1625—1627), Вологде (1636—1639).
- Князь Волконский Лев Михайлович — воевода в Березове (1625—1637), Царицыне (1630), Орле (1646—1647).
- Князь Волконский Семён Фёдорович — воевода в Рыльске (1626—1628), Терках (1630—1631), Орле (1642—1644).
- Князь Волконский Андрей Михайлович — стольник патриарха Филарета (1627), московский дворянин, стольник (1636—1668).
- Князь Волконский Василий Богданович — стольник (1627—1668), окольничий (1668), воевода в Астрахани (1652—1655), Переславле-Южном (1660).
- Князь Волконский Василий Романович — московский дворянин (1627—1640).
- Князь Волконский Иван Михайлович — воевода в Кузнецке (1629—1631).
- Князь Волконский Василий Михайлович — воевода во Владимире на Клязьме (1629).
- Князь Волконский Фёдор Фёдорович Шериха — воевода в Таре (1629—1631), Боровске (1634), Ельце (1641—1643), Брянске (1654—1655).
- Князь Волконский Фёдор Фёдорович — стольник, потом окольничий, боярин, воевода в Ливнах (1629—1631), Калуге (1633), Путивле (1636), Киеве (1654), Уфе (1662—1663), Мензелинске (1663).
- Князь Волконский Юрий Фёдорович — воевода в Бежецком-Верхе (1630), Кашире (1634).
- Князь Волконский Пётр Фёдорович Меринок — воевода в Костроме (1630), Уфе (1636—1638), Путивле (1641—1642).
- Князь Волконский Иван Михайлович Хромой — тульский городовой дворянин (1627), московский дворянин (1640—1668), воевода в Болхове (1638—1639).
- Князь Волконский Иван Фёдорович — Меринов — стольник, воевода в Усерде (1638—1639).
- Князь Волконский Лев Фёдорович — воевода в Астрахани (1638—1640).
- Князь Волконский Дмитрий — воевода в Лебедяни (1640).
- Князь Волконский NN — воевода в Данкове (1641).
- Князь Волконский Михаил Иванович — стольник, воевода в Хотмыжске (1645—1647), Пскове (1662—1663), Путивле (1668—1669), Брянске (1675).
- Князь Волконский Иван Михайлович Хромой — воевода в Осколе (1647—1648), Усмани (1651).
- Князь Волконский Иван Петрович — воевода в Лихвине (1647—1648).
- Князь Волконский Пётр Иванович Черемной — воевода в Ряжске (1647—1649).
- Князь Волконский Василий Дмитриевич — воевода в Сапожке (1648).
- Князь Волконский Семён Романович — воевода в Ростове (1648—1649).
- Князь Волконский Яков Петрович — воевода в Царёво-Алексееве городе (1651), Торопце (1661—1662), Витебске (1662—1665), Севске (1668), Якутске (1670—1675).
- Князь Волконский Иван Михайлович Меньшой — воевода в Курске (1651), Суздале (1654—1656).
- Князь Волконский Александр Андреевич — стряпчий (1658), стольник (1676—1686).
- Князь Волконский Иван — воевода в Рыльске (1659).
- Князь Волконский Игнатий Григорьевич — стольник, воевода в Чернигове (1662—1665), Стародубе (Северском) (1668).
- Князь Волконский Василий — воевода в Нижнем-Новгороде (1667).
- Князь Волконский Григорий Яковлевич — воевода в Севске (1668).
- Князь Волконский Василий Иванович — стольник царицы Натальи Кирилловны (1671 −1676), стольник (1677—1692).
- Князь Волконский Владимир Андреевич — стольник (1658—1686), воевода в Саранске (1671—1672), Нежине (1672), Переславле-Южном (1675).
- Князь Волконский Фёдор Львович Орлёнок — стольник, воевода в Белгороде (1675), Переславле-Рязанском (1676).
- Князь Волконский Андрей Иванович — стольник (1680—1692).
- Князь Волконский Василий Григорьевич — стольник царицы Прасковьи Фёдоровны (1686—1692).
- Князь Волконский Гаврила Степанович — стольник, воевода в Таре (1687—1689).
- Князь Волконский Фёдор Фёдорович — окольничий, воевода в Чернигове (1689).
- Князь Волконский Иван Афанасьевич — стольник царицы Прасковьи Фёдоровны (1692)[5][6].
- Князь Черемной-Волконский Фёдор Иванович — стольник патриарха Филарета (1627—1629),
- Князь Черемной-Волконский Иван Фёдорович — московский дворянин (1629—1640), († 1642).
- Князь Черемной-Волконский Михаил Иванович — стольник (1629).
- Князь Черемной-Волконский Фёдор Фёдорович — московский дворянин (1636).
- Князь Черемной-Волконский Иван Иванович — стольник (1636—1676).
- Князь Черемной-Волконский Владимир Иванович — стольник (1640—1676), окольничий (1692).
- Князь Черемной-Волконский Давыд Иванович — стольник (1640—1676)[6].
- Князь Волконский Николай Осипович

## Легенда о незаконном происхождении
Возникавшие в среде сопернических родов в ходе местнических, землевладельческих и иных столкновений, имевшие в своей основе реальный факт, сплетню или, как определён историком Н.П. Лихачёвым — генеалогический пасквиль, который иногда превращался в развёрнутое обстоятельное повествование, тайно хранившееся в родовом архиве или, наоборот, получившее хождение среди заинтересованных в "хуле" родов. Наиболее известный памятник этого типа  — легенда о незаконном происхождении князей Волконских, неоднократно использовавшаяся их соперниками. Один из ранних её списков находился в рассматриваемом местническом деле патриаршего боярина Семёна Васильевича Колтовского с князем и окольничем Григорием Константиновичем Волконским (1626). Это конспективно изложенная история скандальной любви тарусского князя Юрия Михайловича и "проскурницыной дочери" "девки Апы", которую ему пришлось оставить по настоянию смоленского архиепископа Фотия. Ко времени рассмотрения местнического спора, князьям Волконским, уже приходилось с ней сталкиваться, почему они потребовали сведений о первоисточнике. Как оказалось С.В. Колтовский списал её у Ляпуновых, которые местничали с Волконскими (1625). Бытовала легенда, видимо широко и к Ляпуновым попала тоже "от друзей". В дальнейшем она вошла в некоторые списки родословных книг и восходит к челобитной Колтовских (1627). Историк А.В. Шеков полагает, что возникла легенда ранее и, возможно, в среде самих потомков тарусских князей, когда они начинали в своей массе входить в государев двор и местничать между собой.